# Sankt-Gangolph-Kirche (Ostingersleben)

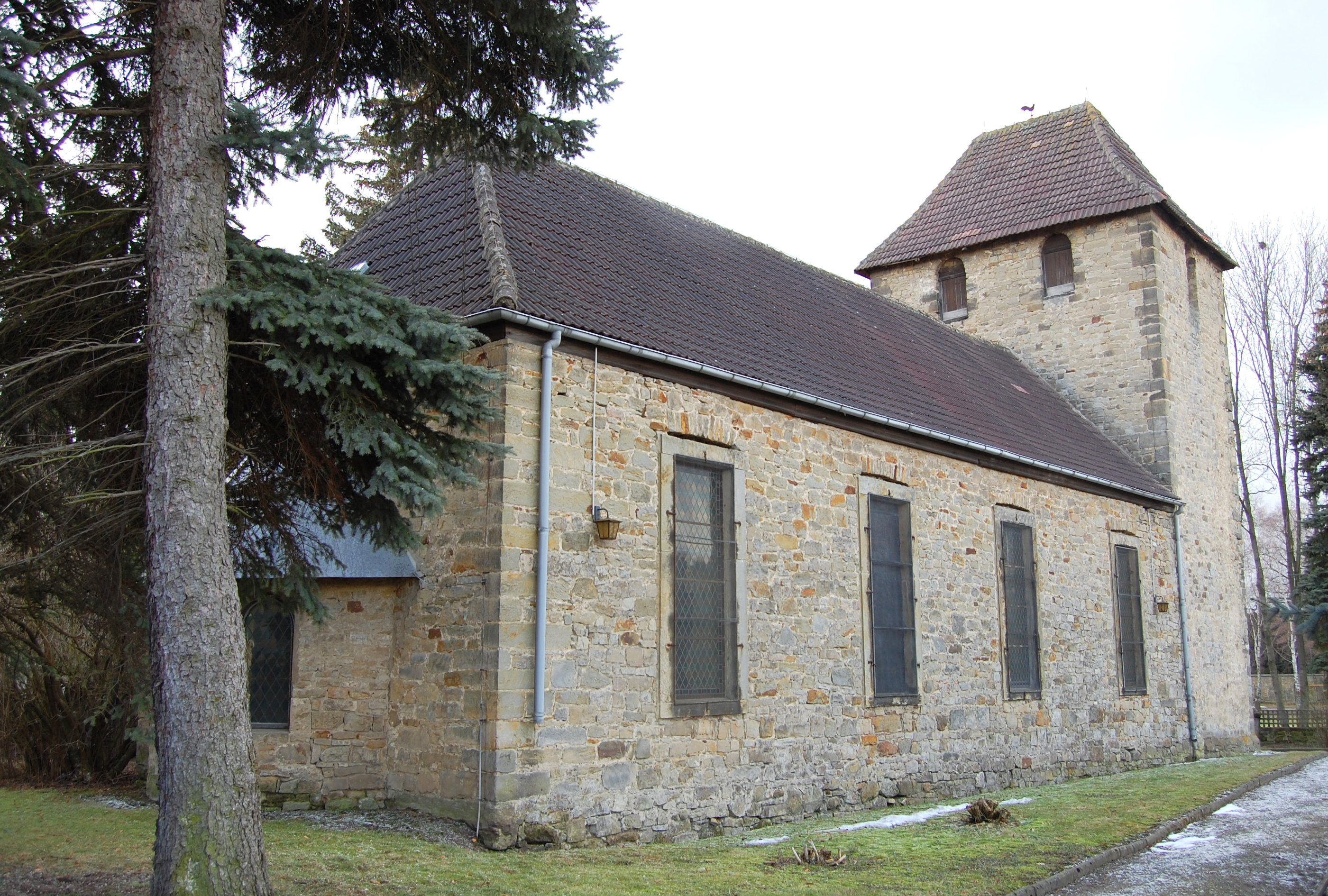
Sankt-Gangolph-Kirche

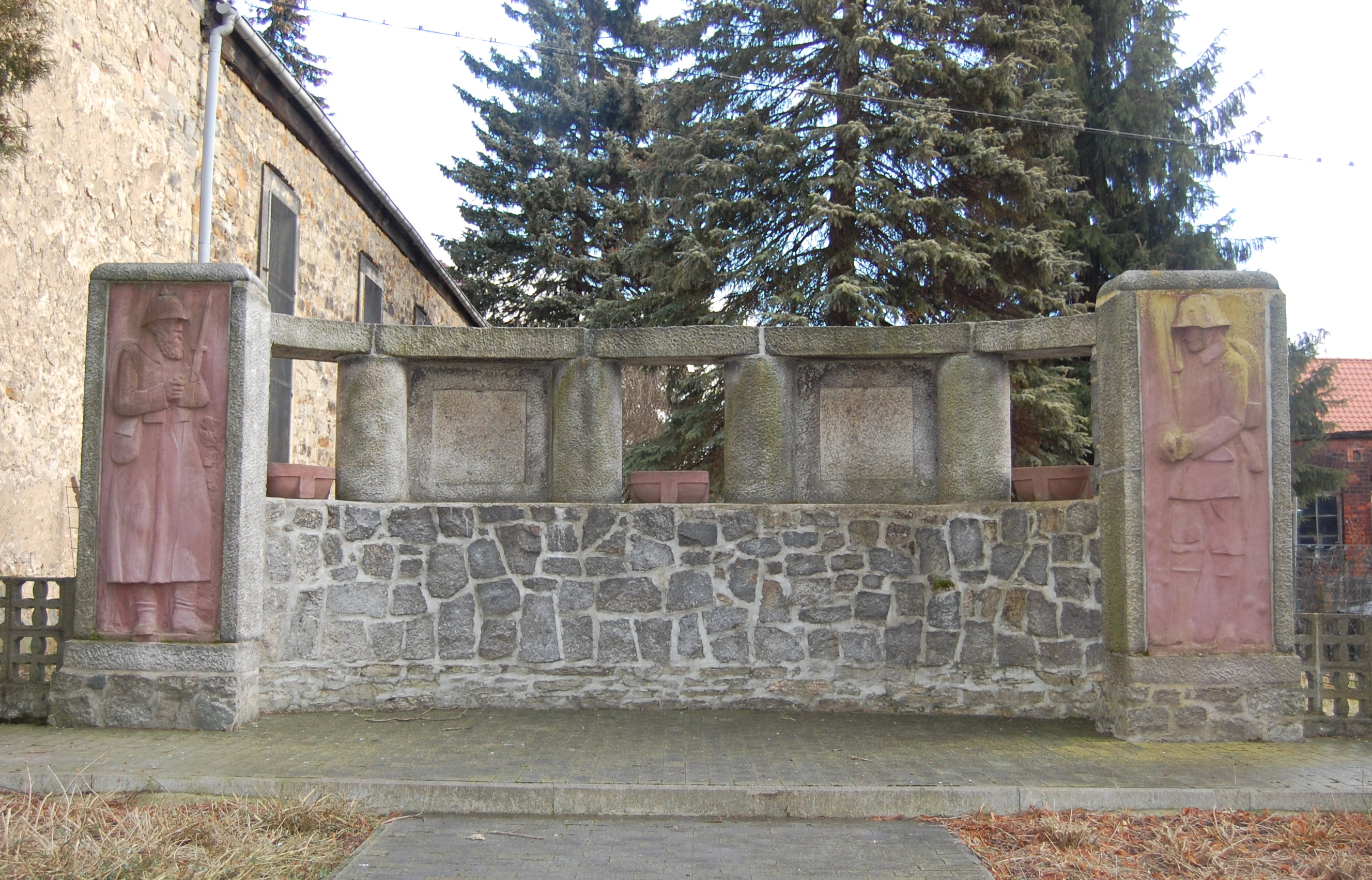
Kriegerdenkmal

Die Sankt-Gangolph-Kirche ist die evangelische Kirche des zur Gemeinde Ingersleben gehörenden Dorfes Ostingersleben in Sachsen-Anhalt.

## Architektur
Die aus Bruchstein errichtete Kirche entstand im Jahr 1790, wobei Reste eines romanischen Vorgängerbaus einbezogen wurden. Der rechteckige Kirchensaal verfügt über hohe Segmentbogenfenster. Westlich des Kirchenschiffs befindet sich ein quer zum Schiff stehender Kirchturm auf rechteckigem Grundriss aus der Zeit der Gotik. An der Ostseite des Kirchenschiffs wurde 1894 eine halbrunde Apsis angebaut. Instandsetzungen erfolgten 1957 und 1988.

## Innengestaltung

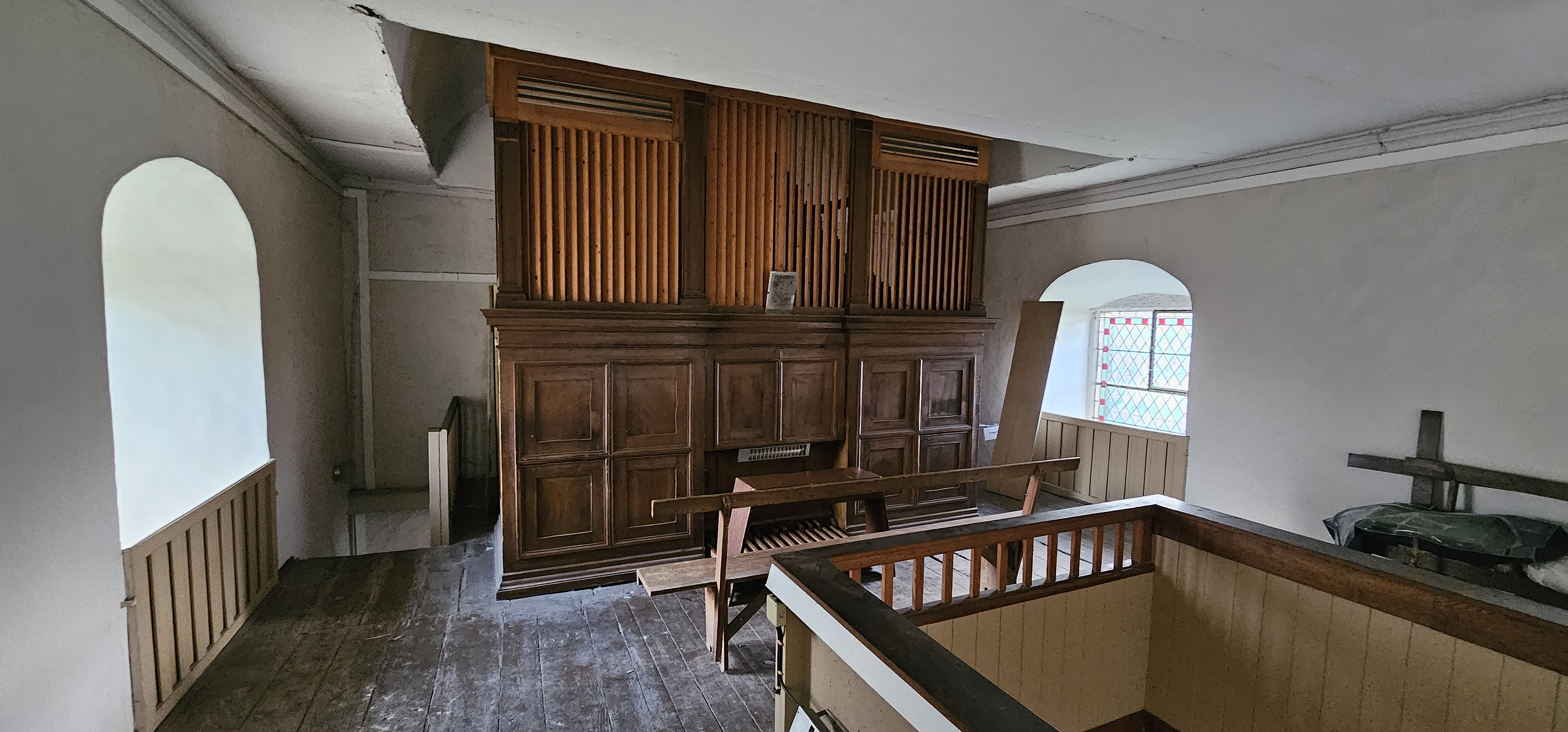
Orgel gesehen von der Empore

Das Kircheninnere wird von einer auf einer Voute ruhenden flachen Decke überspannt. Der Bogen zur Apsis ist im Stil des Neuklassizismus gestaltet. Im Westteil des Schiffs befindet sich eine kurze Hufeisenempore. Die Kanzel stammt aus dem Barock. In der Kirche befindet sich ein auf das Jahr 1865 datierter achteckiger Taufstein. Der in Form eines Kelches gestaltete Stein ist im Stil der Neogotik gearbeitet. Bemerkenswert sind zwei farbige Glasfenster, die die Taufe und Verklärung Christi darstellen. Die um 1893/94 von Heinrich Oidtmann aus Linnich geschaffenen Fenster zeigen  als Stifterwappen das Wappen des Albrecht von Alvensleben und Martha geborene von Schönborn. Auch die Ausmalung der Kirche entstand 1893/94. Ältestes Ausstattungsstück dürfte ein reich verzierter Kelch sein, der aus der Zeit um 1500 stammt. Eine Glocke stammt aus dem Jahr 1513. Die zweite Glocke, datiert 1925, hing einst in der Sankt-Johannis-Kirche in Bad Salzelmen.
Die Ausstattung des 19. Jahrhunderts wurde bei der Renovierung des Jahres 1957 deutlich reduziert.
Die Kirche ist von einer niedrigen Bruchsteinmauer umgeben. Südwestlich davon befindet sich ein monumentales Kriegerdenkmal.